# Biser Gueorguiev
Biser Gueorguiev (en búlgaro: Бисер Георгиев; Sámokov, 24 de julio de 1973) es un deportista búlgaro que compitió en lucha grecorromana.
Ganó una medalla de bronce en el Campeonato Mundial de Lucha de 1994 y una medalla de bronce en el Campeonato Europeo de Lucha de 1999. Participó en los Juegos Olímpicos de Atlanta 1996, ocupando el quinto lugar en la categoría de 68 kg.

## Palmarés internacional
| Campeonato Mundial | Campeonato Mundial  | Campeonato Mundial | Campeonato Mundial |
| Año                | Lugar               | Medalla            | Categoría          |
| ------------------ | ------------------- | ------------------ | ------------------ |
| 1994               | Tampere (Finlandia) | Medalla de bronce  | 68 kg              |
| Campeonato Europeo |                     |                    |                    |
| Año                | Lugar               | Medalla            | Categoría          |
| 1999               | Sofía (Bulgaria)    | Medalla de bronce  | 69 kg              |